# 丘普雷內市鎮
43°29′N 22°41′E / 43.483°N 22.683°E

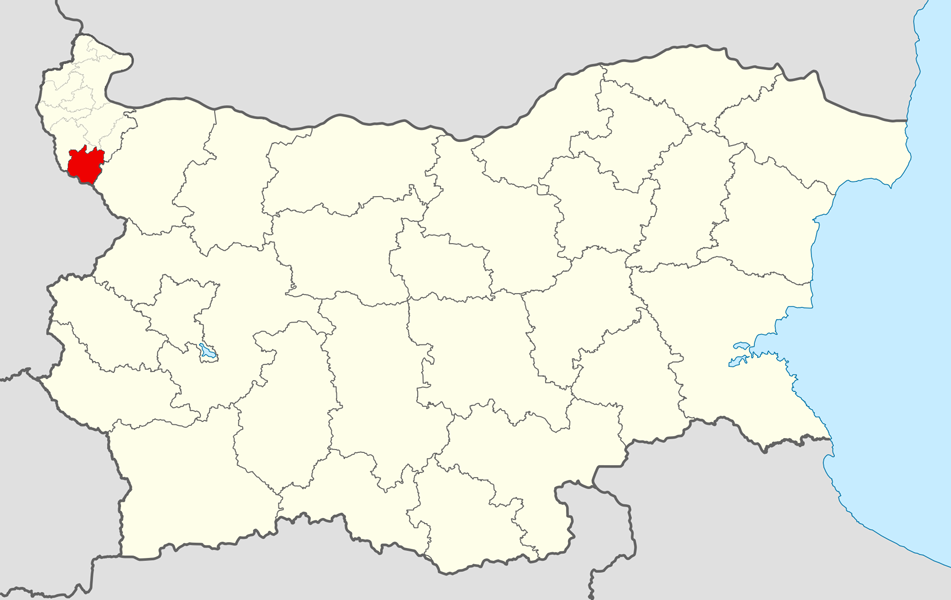

丘普雷內市，是保加利亞的城鎮，位於該國西北部，由維丁州負責管轄，首府設於丘普雷內，面積330平方公里，2009年人口2,285，人口密度每平方公里6.92人。